# Сучков, Александр Викторович
Александр Викторович Сучков (29 февраля 1980) — российский и казахстанский футболист, выступавший на позиции нападающего и полузащитника. Играл в высших дивизионах России и Казахстана.

## Биография
Воспитанник футбольной школы московского ЦСКА. На взрослом уровне начал выступать в 17-летнем возрасте в составе бронницкого «Фабуса» в третьей лиге.
В 1998 году вернулся в ЦСКА, где поначалу выступал за дубль. В основной команде армейцев дебютировал в матче премьер-лиги 28 августа 1999 года против «Ротора». Всего за основной состав ЦСКА провёл два матча в чемпионате страны и одну игру в Кубке России, все — в сезоне 1999 года. За дублирующий состав сыграл 83 матча (19 голов) во Втором дивизионе и 15 матчей (4 гола) в первенстве дублёров, также играл за резервную команду армейцев в любительском первенстве.
Летом 2001 года перешёл в «Химки» и за календарный год сыграл 28 матчей и забил 4 гола в первом дивизионе.
В 2003 году перешёл в казахстанский «Женис». Дебютный матч в чемпионате страны сыграл 15 апреля 2003 года против «Жетысу». Впервые отличился 23 августа 2003 года, сделав дубль в ворота «Актобе», благодаря его голам «Женис» одержал волевую победу 2:1. В составе «Жениса» стал бронзовым призёром чемпионата Казахстана 2003 года и обладателем Кубка страны 2005 года. В сезоне 2006 года играл за «Актобе», в его составе стал серебряным призёром чемпионата. В 2007 году вернулся в клуб из Астаны и провёл в нём ещё два сезона, в том числе играл в матчах Лиги чемпионов. Всего в высшей лиге Казахстана сыграл 131 матч и забил 12 голов. Во время выступлений в Казахстане принял гражданство этой страны.
После возвращения в Россию выступал во Втором дивизионе за «Дмитров» и в любительском первенстве за ступинскую «Оку». В 30-летнем возрасте завершил спортивную карьеру.